# Tatort: Herzversagen (2004)
Herzversagen ist ein deutscher Fernsehfilm aus der ARD-Krimireihe Tatort. Der Fall des Hessischen Rundfunks aus dem Jahr 2004 mit den Frankfurter Ermittlern Dellwo und Sänger behandelt die Themen des Altwerdens und der Einsamkeit und wurde unter anderem mit dem Adolf-Grimme-Preis ausgezeichnet.

## Handlung
Am Morgen nach einem gemeinsamen Opernbesuch mit ihrem Altersgenossen Alexander Nilgens wird die Seniorin Elisabeth Anuschek tot in ihrer Wohnung aufgefunden. Obwohl der Notarzt einen natürlichen Tod diagnostizierte, veranlasst die unerfahrene Kriminalbeamtin Springstub in Überschreitung ihrer Kompetenzen eine aufwändige Streifenlichttopometrie zur Klärung des Todeshergangs. Kriminalhauptkommissar Dellwo findet währenddessen bei der Verfolgung eines Handtaschenräubers in einer nicht abgeschlossenen Wohnung die mumifizierte Leiche einer weiteren alten Frau. Auch hier stellt ein Arzt nach oberflächlicher Untersuchung eine natürliche Todesursache fest.
Die Befragung der Hausnachbarn Frau Anuscheks ergibt nur, dass die Menschen wenig miteinander zu tun haben und einander nicht kennen. Laut der kriminalistischen Untersuchung wurde die Frau mit einem Pelzmantel erstickt. Ihre Putzfrau stellt fest, dass Frau Anuscheks Ersparnisse fehlen. Auch im Fall der mumifizierten Leiche, Frau Eisenblätter, die elf Monate lang tot in ihrer Wohnung gelegen hatte, ohne dass dies aufgefallen war, kommt der Verdacht eines Verbrechens auf. Da auch ihr Geld verschwunden ist, nehmen die Ermittler an, dass die beiden Fälle zusammenhängen. Nach erfolglosen Nachforschungen in Frau Eisenblätters Wohnumfeld meint eine Seniorin zu Dellwo, alleinstehende alte Frauen bildeten die „Armee der Unsichtbaren“.
Im Fall Anuschek stellt sich heraus, dass ihr Sohn versucht hatte, seine Mutter entmündigen zu lassen, und sie ihr Geld vor ihm versteckte. Alexander Nilgens gerät unter Verdacht, nachdem bei der zweiten Leiche eine Mütze aus seiner Pelzhandlung gefunden wird. Ebenfalls gesucht wird der drogenabhängige Handtaschendieb Jerry, der Dellwo den Weg zur zweiten Leiche gewiesen hatte. Nachdem er gefasst ist und sich sein schlechter Zustand offenbart, erscheint Jerrys Täterschaft in den Mordfällen jedoch unwahrscheinlich.
Unter den zahlreichen lapidar als Herzversagen beurkundeten Todesfällen der letzten Zeit stellen Sänger und Dellwo weitere Verdachtsfälle fest. Im Bahnhofsviertel wird zudem eine weitere ermordete Seniorin gefunden. Die vereinsamte Frau hatte kurz zuvor noch Kontakt zu Charlotte Sänger. Sänger, die bereits durch den Mord an ihren eigenen Eltern seelisch angegriffen ist, wird daraufhin vom Fall abgezogen und gerät in Konflikt mit ihrem Vorgesetzten, da sie diese Anordnung missachtet.
Eine neue Spur ergibt sich, als bekannt wird, dass die Mordopfer Mitglieder eines Lesezirkels waren. Der zunächst festgenommene Fahrer des Lesezirkels ist bald entlastet, da er erst seit kurzem dort beschäftigt war. Sein Vorgänger, der BWL-Student Michael Rost, wird gefasst und gesteht im Verhör, wie er an das Geld der alten Damen kam und sie danach umbrachte. Er erhofft sich mildernde Umstände, da er nur alte Menschen tötete und keine Kinder.

## Hintergrund
Die Dreharbeiten fanden im März und April 2004 statt. Die Erstausstrahlung des Films am 17. Oktober war mit 9,34 Millionen Zuschauern das erfolgreichste fiktionale Programm der ARD im Jahr 2004. Der Gesamtmarktanteil betrug 26,5 %, bei den 14- bis 49-Jährigen lag der Marktanteil bei 21,5 %. Zwischen 2005 und 2009 wurde Herzversagen elfmal in den Fernsehprogrammen der am Tatort beteiligten ARD-Sender und im ORF wiederholt.
Es handelt sich um den fünften Fall der Frankfurter Tatort-Ermittler Dellwo und Sänger und bereits um die zweite Tatort-Folge mit dem Titel Herzversagen. Die erste stammte vom Saarländischen Rundfunk aus dem Jahr 1989.

## Kritik
Michael Seewald lobt den Film in der FAZ: „In der Episode ‚Herzversagen‘ […] wurde das Schwere leicht und das Leichte schwer, paarte sich beißende Sozialkritik mit pointierten Albereien und hoher Schauspielkunst. Dabei gab sich der ‚Tatort‘ aus Frankfurt in bester Weise konventionell. […]  Jörg Schüttauf spielt diesen Led-Zeppelin-liebenden Polizisten voller Welt- und Selbstzweifel mit jenem entwaffnenden Charme, den Götz George als  Schimanski nur in seinen besten Momenten an den Tag legte. Weil Dellwos schutzlose Ehrlichkeit viel echter erscheint als bei George könnte man den ehemaligen ‚Fahnder‘ Schüttauf leicht als den besseren Schimmi bezeichnen – wenn er's denn nötig hätte. […] Das Drehbuch gab auch Andrea Sawatzki mit eingebildeten oder echten Psychokapriolen die Möglichkeit, ihr Talent zu entfalten. In sie hatte sich die Kamera Armin Alkers besonders verliebt […] Die Parade erstklassiger  Schauspieler endet schließlich bei den letzten beiden Verdächtigen. […] Jan Erik Stahlberg […] durfte dem ungerührt mordenden Lesezirkelfahrer so viel Kälte bis ins Herz verleihen, daß sogar Dellwo die Tränen kamen. Ein ‚Tatort‘ auf höchstem Niveau.“
Christian Buß schrieb in der taz: „So bindet dieser ‚Tatort‘ des Hessischen Rundfunks ein weiteres Mal soziologische und kriminaltechnische Betrachtungen in eine Story ein, die mit existenzialistischer Düsternis vom Leben und Sterben in der Finanzmetropole erzählt. […] Diese zermürbenden Amtsabläufe haben Stephan Falk (Buch) Thomas Freundner (Regie) in einen nicht eine Sekunde langweiligen Fall eingebaut, der die Ermittler […] immer stärker persönlich in Anspruch nimmt. […] ‚Herzversagen‘ ist gewohnt harter Stoff aus Frankfurt: eine kitschfreie Studie über das Altern und die Einsamkeit in der Großstadt.“
Für Judith von Sternburg von der Frankfurter Rundschau trägt besonders Andrea Sawatzki zum Gelingen des Films bei: „[Der] Kommissarin […] ist es zu verdanken, dass die Ausbreitung des Privaten im Tatort erneut beträchtlich, aber kein Problem ist. In zweiter Linie liegt es an allen anderen Darstellern, die so einleuchtend spielen, und an einer Regie (Thomas Freundner), die so einleuchtend spielen lässt, dass Herzversagen zur Geschichte aus dem Leben wird. […] Das Buch […] fegt über alle toll verwickelten Lösungen hinweg und wartet mit einem eisigen Ende auf, in Ruhe erzählt.“
Prisma online beurteilt den Film als Sehenswert: „‚Tatort‘-Routinier Thomas Freundner […] inszenierte mit diesem besonders prekären Fall den bislang besten Beitrag um das junge Frankfurter Ermittler-Duo. Hier geht es nicht nur um die Lösung des Falles: Das Ganze regt zum Nachdenken an.“

## Auszeichnungen
- Adolf-Grimme-Preis 2005 in der Kategorie Fiktion & Unterhaltung an Andrea Sawatzki und Jörg Schüttauf (Darstellung), Stephan Falk (Buch) und Thomas Freundner (Buch/Regie)[9]
- Deutscher Fernsehkrimipreis 2005
- Nominierung für den Deutschen Fernsehpreis 2005 in der Kategorie Beste Krimi-Reihe